# Sparkling Partners
Sparkling Partners est un startup studio français, créé en 2014 et dont le siège social est situé à Lille, en France.

## Historique
En juin 2014, les investisseurs Martin Toulemonde, Charles Perrard, Damien Deleplanque, Jean Derreumaux et Nicolas de Kerangal fondent à Lille, en France, un startup studio : Sparkling Partners,. Deux ans plus tard, celui-ci participe au capital d'une quinzaine de start-up,, dont la société Newcard fondée par deux cardiologues et installée à Eurasanté